# Petter Cederlöf
Petter Cederlöf, död 1780, var en kusk som arbetade i Linköping i Sverige och vars ursprungliga namn är okänt.
Den 18 maj 1780 rapporterades följande händelse i tidningen som ett varnade exempel: "Af en särdeles ynnest för denna stadens pigor upptäckte döden härstädes förleden pingstagen just ett förargligt bedrägeri, som, om det blir för mycket efterapat, skulle alarmera det vackra könet, sätta manfolksdräkten i misskredit och göra medici attester likaså nödvändiga vid frierier som lysningssedlar vid bröllop."
Kusken Petter Cederlöf hade plötsligt insjuknat och dött inom tio timmar. Den kvinna som skulle svepa liket upptäckte då att Cederlöf i själva verket hade en kvinnas kropp. Man beslöt att offentliggöra det som varning. Cederlöf hade "sistledne vårfrudag" anställts som dräng efter att ha uppvisat "vederbörlig orlofssedel"; hon hade "roat sig med pigorna" och friat och förlovat sig med en piga. Fästmön var först otröstlig över "Petters" död, men då hon underrättats, "hafva alla tårar tvärt afstannat".  
Hon var knappast det enda exemplet; Gustafva Juliana Cederström, född 1746, död 1801, var under samma tid känd för att iklädd manskläder haft flera anställningar som man.